# Pałac w Ksawerowie (województwo dolnośląskie)
Pałac w Ksawerowie – zabytkowy pałac w Ksawerowie – kolonii  wsi Wilka, w Polsce, w województwie dolnośląskim, w powiecie zgorzeleckim, w gminie Sulików.

## Historia
Pałac został wzniesiony w 1820 roku przez rodzinę von Rindfleisch. W 1825 właścicielem był Carl Wilhelm Otto August von Schindel starosta krajowy Górnych Łużyc. W drugiej połowie XIX wieku rezydencja była gruntownie przebudowana. Obecnie jest własnością prywatną.

## Architektura
Pałac został wzniesiony na planie wydłużonego prostokąta i nakryty jest dachem dwuspadowym z naczółkami. Budynek ma powierzchnię 580 m², sześcioboczną wieżę i kolumnową loggią na dwóch kondygnacjach. 
Herby
- Nad głównym wejściem znajdują się trzy herby: nad gzymsem góruje herb Górnych Łużyc, poniżej są dwa herby: po lewej przedstawiający przebite gorejące serce, po prawej podwójny krzyż[6] (obecnie nie istnieje).
- W portalu do wieży nad niszaami  po bokach wejścia znajdują się herby z gorejącym sercem (po lewej) i podwójnym krzyżem (po prawej)[7][8]

Pałac jest częścią zespołu pałacowego, w skład którego wchodzą jeszcze okazałe budynki gospodarcze pochodzące z drugiej połowy XIX wieku otaczające rozległy dziedziniec, oraz pozostałości parku krajobrazowego Z XIX w..

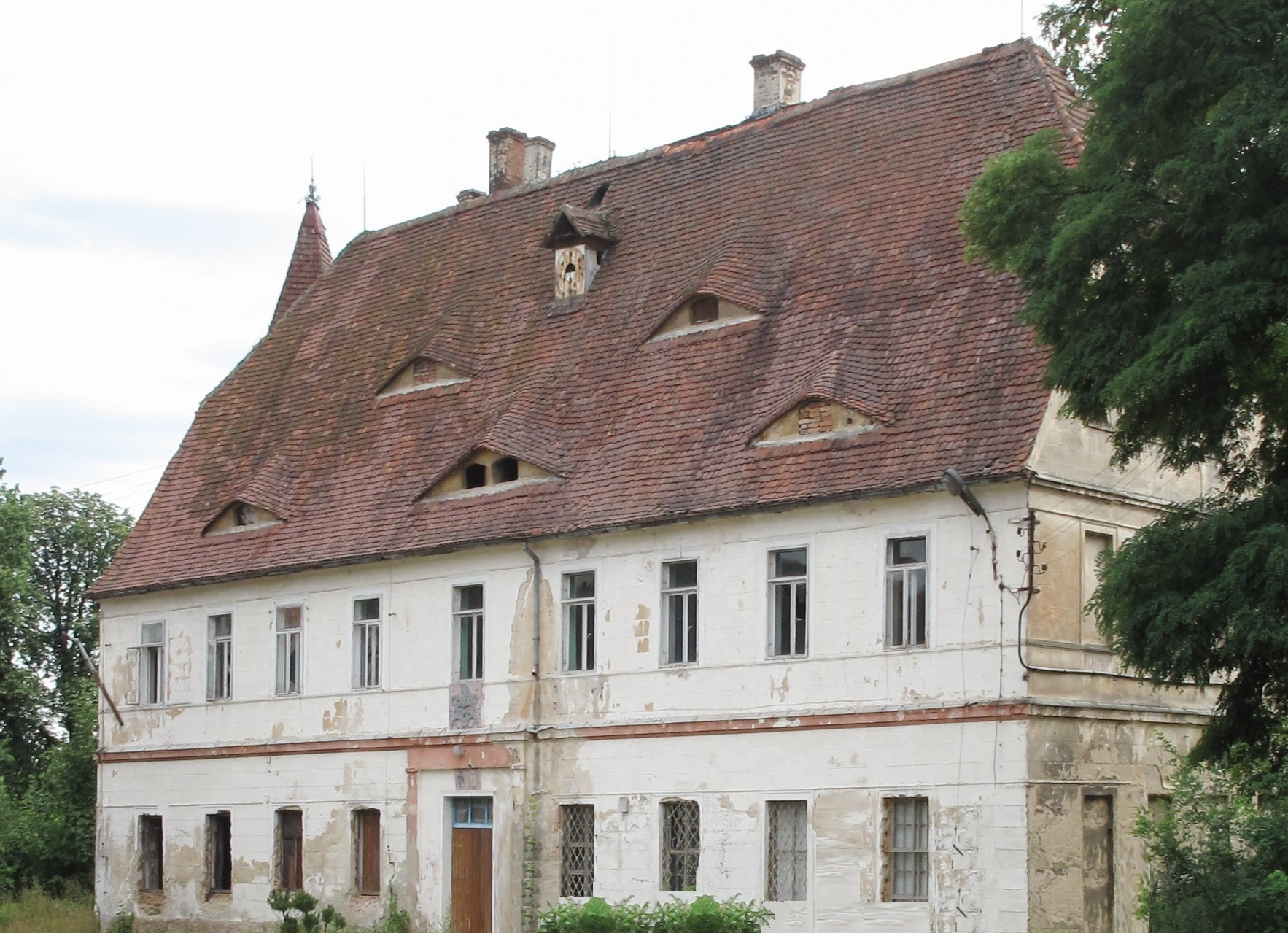
Wejście z herbami
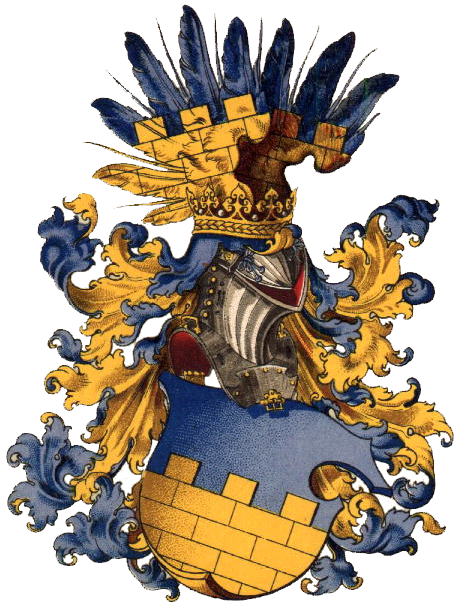
Herb Górnych Łużyc